# Dinastía Shishunaga
La dinastía de los Shishunaga gobernó la región de Magadha (en el noreste de la India) entre el año 684 a. C. y el 424 a. C..
Se consideraban sucesores del clan solar (descendientes de Suria, el dios del Sol). Los reyes documentados de esta dinastía fueron:
- Shishunaga (gobernó hacia el 684 a. C.)
- Kakavarna
- Kshemadharman
- Kshatrauja
- Bimbisara (544-491 a. C.)
- Áyata Shatru (491-461 a. C.)
- Darshaka
- Udayin
- Nandivardhana
- Mahanandin

Los dos reformadores religiosos antivédicos Majavirá (creador del jainismo) y Buda (creador del budismo) vivieron durante el período de esta dinastía, y las historias de los reyes se describen detalladamente en los textos budistas.

- Datos: Q972165